# Sputnik (virofago)
Lo Sputnik (in russo cпутник?, "satellite"/"compagno di viaggio") è un virofago, un agente subvirale che si riproduce nelle cellule di ameba che sono già state infette da altri virus coadiuvanti; Sputnik usa questi per riprodursi e inibire la replicazione dei virus coadiuvanti.

## Storia
Sputnik è stato isolato per la prima volta nel 2008 da un campione ottenuto dal liquido delle lenti a contatto di un individuo con cheratite.
Si è poi scoperto che il virofago dello Sputnik si moltiplica all'interno delle specie del protozoo opportunistico Acanthamoeba, ma solo se l'ameba è infettata da un mamavirus. Lo Sputnik sfrutta le proteine del mamavirus per produrre nuove copie di se stesso. I mamavirus sono strettamente correlati ai Mimivirus, un virus gigante che possiede più geni di molti batteri ed esegue funzioni che normalmente si verificano solo negli organismi cellulari.
Ci sono condizioni in cui Sputnik non può produrre nuovi virioni all'interno di questi virus. È stato osservato che quando Mimivirus viene coltivato con un'ameba priva di germi, vengono prodotti virioni privi delle fibre superficiali caratteristiche di questo virus. Per ragioni sconosciute, Sputnik non è in grado di replicare e produrre nuovi virioni in questi virus calvi. La crescita del Virofago è deleteria per i mamavirus, perché causa la produzione di forme abortive e l'assemblaggio anomalo del capside. 
In uno degli esperimenti fatti inoculando nell'Acanthamoeba acqua contenente un ceppo originale di mamavirus, è stato scoperto che diversi strati di capside si accumulano asimmetricamente su un lato della particella virale causando l'inefficacia del virus. Lo sputnik riduce la resa infettiva del 70% e diminuisce la probabilità di lisi dell'ameba.

## Caratteristiche
Sputnik ha un genoma a DNA a doppio filamento circolare da 18.343 paia di basi. Contiene geni in grado di infettare eucarioti, archea e batteri. ll genoma dello Sputnik ha un alto contenuto di AT (73%), simile a quello dei mamavirus.
Dei ventuno geni che codificano le proteine, tre sono derivati dagli stessi mamavirus, uno è un omologo di un virus degli archaea e altri quattro sono omologhi di batteriofagi e virus eucariotici. Il fatto che tre di questi geni derivino dai mamavirus indica che Sputnik è in grado di partecipare a processi di trasferimento genico e mediare il trasferimento genico orizzontale tra virus giganti.

### Struttura
Il virofago dello Sputnik ha una simmetria icosaedrica con all'interno di ogni unità asimmetrica capsomeri di esoni. Da ciascun esamero spuntano delle fibre flessibili. Nel mezzo dei pentameri ci sono cavità che possono consentire l'ingresso o l'uscita del DNA.